# Cratere Jennifer
Jennifer  è un cratere sulla superficie di Venere.